# HIST1H1C
A Histona H1.2 é uma proteína que em humanos é codificada pelo gene HIST1H1C.
A histona ligante, H1, interage com o DNA ligante entre nucleossomos e funciona na compactação da cromatina em estruturas de ordem superior. Este gene é  sem intrones e codifica um membro da família histona H1. Os transcritos desse gene não possuem caudas de poli A, mas contêm um elemento de terminação palindrômico. Esse gene é encontrado no grande agrupamento de genes de histonas no cromossomo 6.  Além de seus papéis no núcleo, a histona H1.2 também participa da apoptose. Em resposta a estímulos apoptóticos, principalmente danos ao DNA, ele é translocado do núcleo para o citosol. Lá, ele ativa Bak, uma proteína pró-apoptótica ligada à membrana externa da mitocôndria (MOM). A ativação de Bak causa a perfuração das mitocôndrias, um processo conhecido como MOMP (permeabilização da membrana externa das mitocôndrias) que promove a apoptose. A histona H1.2 também forma um complexo com o apoptomoma, possivelmente regulando sua formação.